# Antonio Stradivari

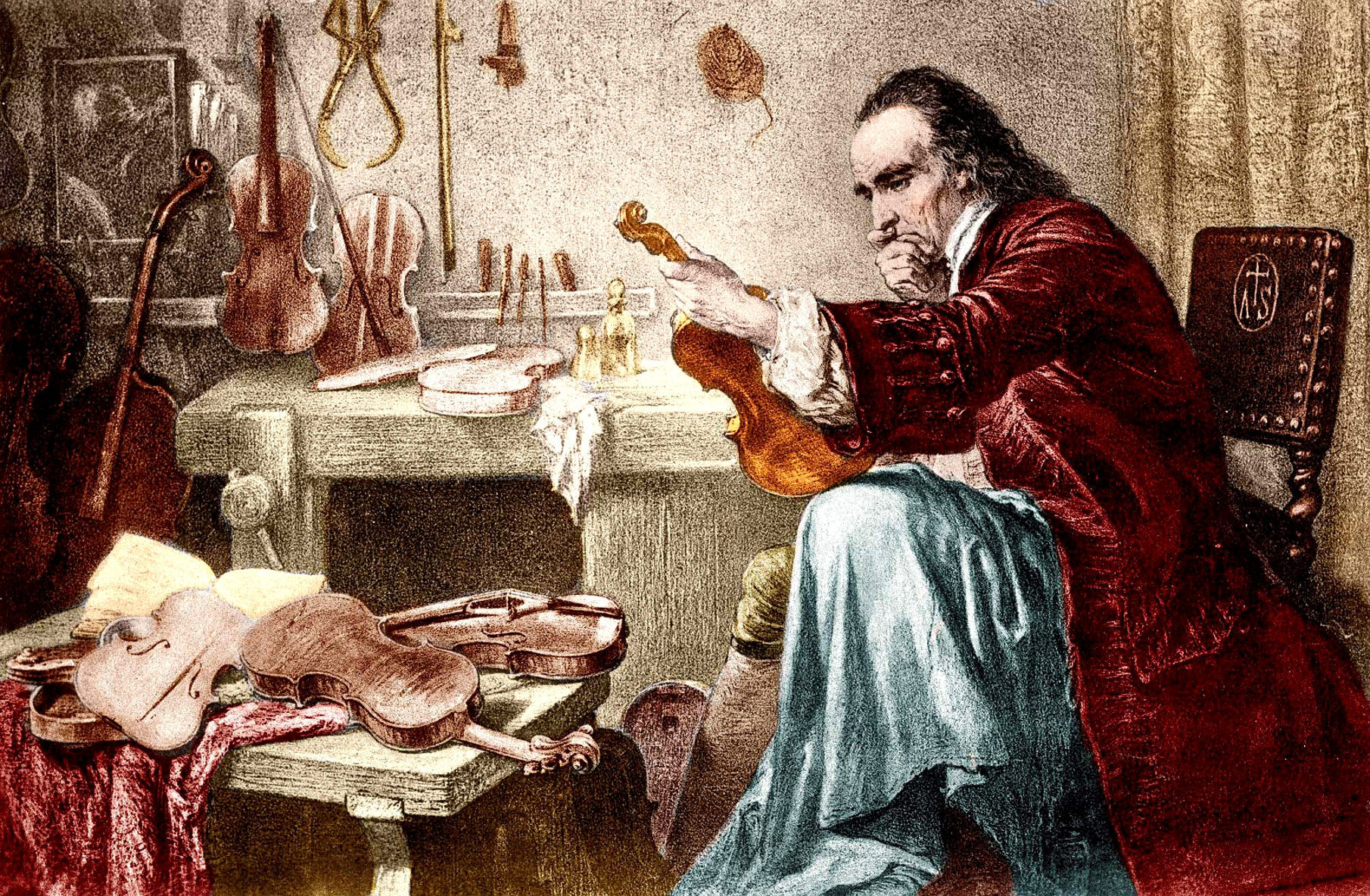
Antonio Stradivari w swej pracowni

Antonio Stradivari, Antonius Stradivarius (ur. 1643 lub 1644 w Cremonie, zm. 18 grudnia 1737 tamże) – włoski lutnik, przedstawiciel kremońskiej szkoły lutniczej, jeden z najwybitniejszych budowniczych instrumentów w historii lutnictwa.

## Życiorys
Rozpoczął naukę jako rzeźbiarz. W latach 60. XVII w. miał kontakt z instrumentami Nicoli Amatiego. Mało prawdopodobne, że był jego uczniem. Najwcześniejszy instrument, który przetrwał do dziś, pochodzi z 1666. Pod wpływem Amatiego pozostał do lat 80., kiedy to jego styl zaczął się zmieniać. W 1680 kupił swój pierwszy dom, w którym wg. tradycji na strychu powstały najbardziej udane egzemplarze jego instrumentów. Poszukiwania i eksperymenty, m.in. wydłużone skrzypce z lat 90., charakteryzują ten okres. Początek XVIII stulecia to wybór dojrzałej i konsekwentnej formy. Z pierwszych 20 lat XVIII w. pochodzą najznakomitsze instrumenty Stradivariego. Najsłynniejszym instrumentem Stradivariego są skrzypce „Mesjasz”, które od ukończenia w 1716 pozostały w posiadaniu Stradivariego i w prawie niezmienionym stanie dotrwały do naszych czasów. Jedyne zmiany w instrumencie wykonał XIX-wieczny francuski lutnik Jean-Baptiste Vuillaume. Obecnie wystawione są w angielskim muzeum Ashmolean w Oksfordzie. Pod koniec życia nadal eksperymentował. Niesłabnąca inspiracja 90-letniego lutnika owocowała co roku kilkoma instrumentami. Z tego okresu pochodzą m.in. wiolonczela de Munck (1730) lub skrzypce ex-Kreisler. Wraz ze swoimi uczniami i synami wykonał ponad 1000 instrumentów smyczkowych (głównie skrzypiec, a także altówki i wiolonczele). Popularnie nazywa się jego instrumenty stradivariusami, co jest nawiązaniem do treści jego karteczek rozpoznawczych.
Na temat sekretu wyjątkowego brzmienia jego instrumentów toczone są spory do dziś. Uważa się, że drewno na jego instrumenty prawdopodobnie pochodziło z Wenecji. Leżało ono prawdopodobnie w słonych wodach laguny przez wiele miesięcy wchłaniając sole i minerały. Używał przez siebie skomponowane lakiery z dodatkiem pigmentów. Zwracał uwagę na dopracowanie najdrobniejszych elementów. To, co dokładnie robił, przez całe życie zachowywał dla siebie.

## Instrumenty
Stradivariusy uważane są za największe osiągnięcia lutnicze, stanowiły one wzór dla instrumentów wielu późniejszych lutników. Muzycy jednak wolą grać na innych skrzypcach, głównie współczesnych, gdy nie wiedzą, który z instrumentów został wykonany przez Stradivariusa. Wiele instrumentów zyskało prawdziwą sławę i własną nazwę, np. Mesjasz, Delphin, Herkules (własność E. Ysaÿa), The Emperor (własność J. Kubelíka). Pierwszym instrumentem, który stał się znany w Europie, był instrument używany przez Viottiego z 1709.
Większość sławnych wirtuozów grała na instrumentach Stradivariego bądź Guarneriego del Gesù. Na instrumentach Stradivariego grali Polacy, m.in. Wieniawski, Lipiński, Młynarski, Huberman (którego skrzypce skradziono w latach 30. XX w. i odnaleziono w 80., następnie odrestaurowane przez Londyńską firmę J&A Beare, obecnie warte kilka milionów funtów są własnością skrzypka Joshui Bella). Instrumenty te noszą imiona od swoich sławnych właścicieli. Na skrzypcach z 1717 zwanych Sasserno, grywał Henryk Wieniawski. Na skrzypcach Gibson z 1713 grał Bronisław Huberman. Skrzypce Stradivarius miał w swojej kolekcji Michał Kleofas Ogiński (później nabył je wirtuoz francuski Ch. Lafont). Instrument Stradivariego, pochodzący z kolekcji łódzkiego fabrykanta (Henryk Grohman), po wojnie został ukradziony przez Rosjan. Grał na nim Igor Ojstrach (władze ZSRR nigdy nie zwróciły skrzypiec do Polski). Obecnie na terenie Polski znajduje się jeden egzemplarz skrzypiec Stradivariusa.
Bezpośrednio od Stradivariego zamówił w 1715 skrzypce król Polski August II. Skrzypce są obecnie znane pod nazwą „Polski Król”.
Ceny stradivariusów nieustannie rosną – kształtuje je rynek dzieł sztuki. Obecnie posiadaczem największej liczby oryginalnych instrumentów Stradivariego oraz kolekcji innych włoskich instrumentów jest Stewart Pollens.
W kolekcji instrumentów muzycznych Metropolitan Museum of Art w Nowym Jorku znajdują się trzy skrzypce Stradivariego:

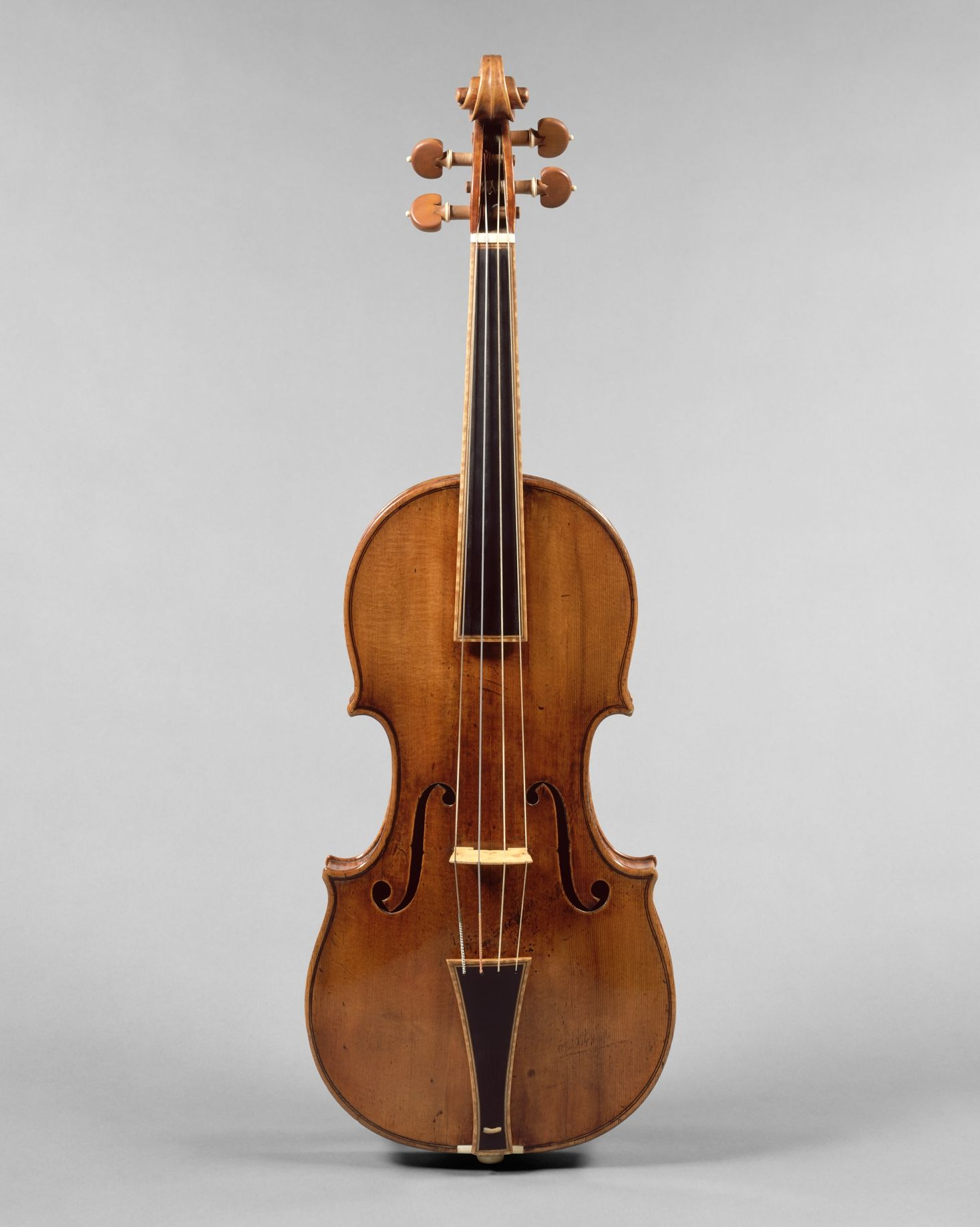
„Gould“ (1693)
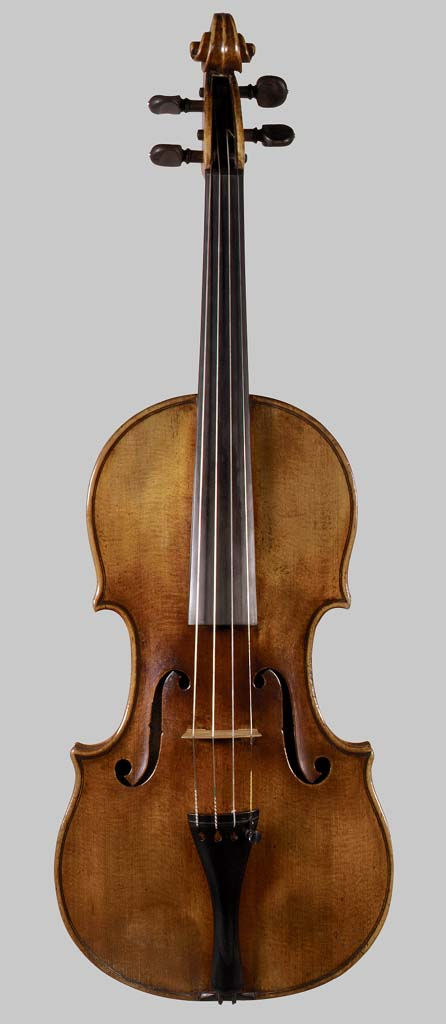
„Francesca“ (1694)
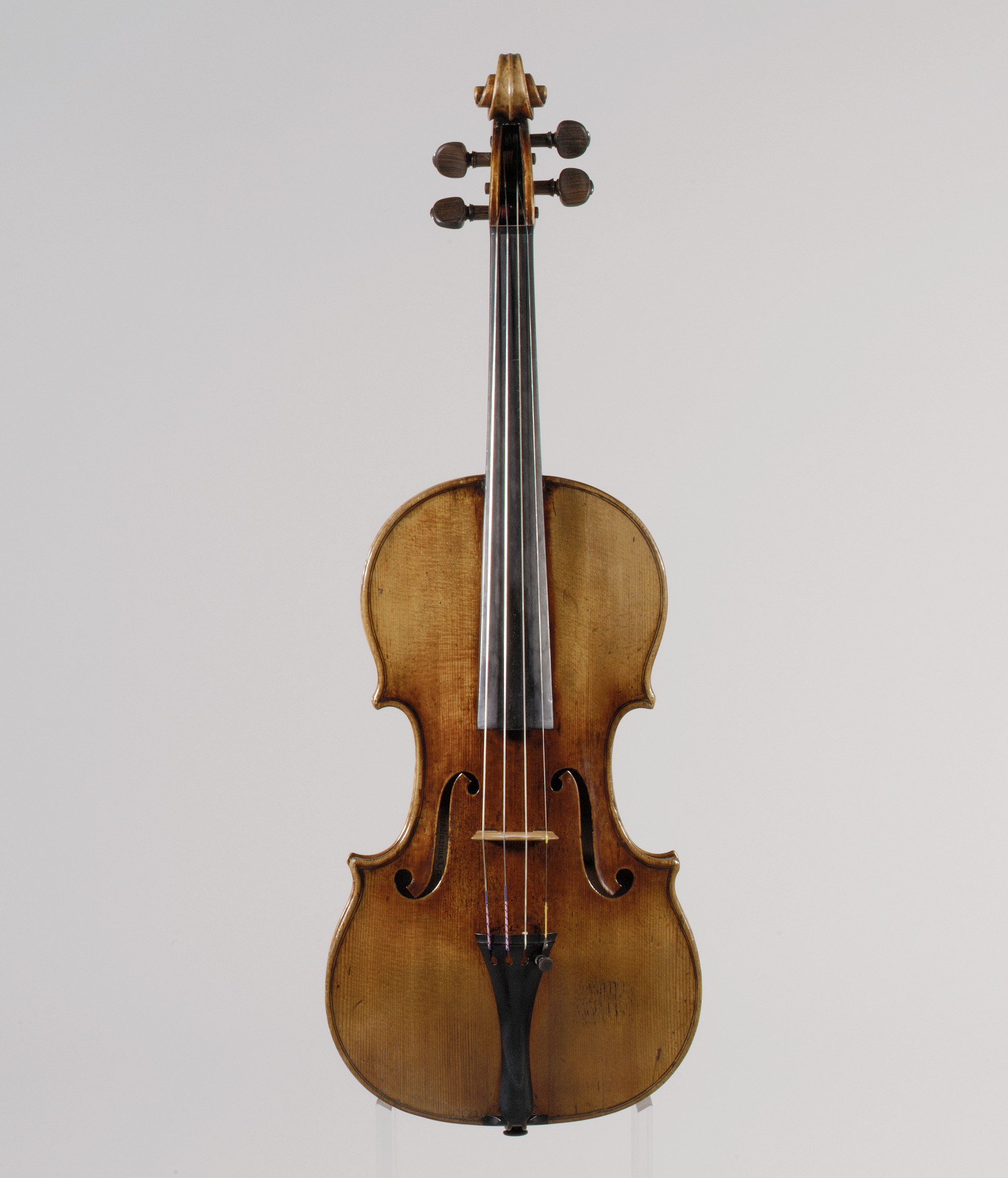
„Antonius“ (1711)